# Federación Canina Internacional
Federación Canina Internacional perros de pura raza (F.C.I.) – dawna nazwa międzynarodowej federacji kynologicznej z siedzibą w Hiszpanii. Wyrokiem sądu nakazano zmianę nazwy, ze względu na zbytnie podobieństwo do FCI (Fédération Cynologique Internationale) i nie należy jej mylić z Międzynarodową Federacją Kynologiczną (FCI, Fédération Cynologique Internationale). 
Obecna nazwa organizacji to Alianza Canina Worldwide i została zarejestrowana 5 maja 2011 r. w Krajowym Rejestrze Stowarzyszeń Królestwa Hiszpanii. Nazwa ta po raz kolejny została zgłoszona do rejestru z uwagi na podobieństwo do innej międzynarodowej organizacji kynologicznej zarejestrowanej w Hiszpanii "Fundación Alianz Canine Worldwide", z którą nie należy mylić tej organizacji.
Początki działalności F.C.I. sięgają roku 1977, wraz z uchwalaniem dyrektyw Unii Europejskiej podkreślającej znaczenie praw podstawowych zawartych w konstytucjach krajów członkowskich. W styczniu 2010 roku Federación Canina Internacional współpracowała z 57 organizacjami kynologicznymi z 46 państw świata a 9 miesięcy później ich liczba wzrosła do 80. Warunki przystąpienia do F.C.I. określa Normativa Basica de la F.C.I.; są to m.in. prawnie zarejestrowana działalność stowarzyszenia zgodna z prawem wewnętrznym państwa, demokratyczne zasady działalności stowarzyszenia, działalność organizacji ukierunkowana na propagowanie psa rasowego czy prowadzenie ksiąg rodowodowych. Pierwszym przewodniczącym F.C.I. był Alberto Fernandez Felix.
W dniach 5-8 lutego 2009 roku w Niemczech w obecności przedstawiciela F.C.I. oraz delegacji organizacji członkowskich została podpisana 62 punktowa deklaracja mająca na celu realizację postanowień dyrektywy Unii Europejskiej 91/174/EWG. Wspomniana deklaracja zawiera m.in.:
- swobodę przepływu w Europie psów rasowych posiadających rodowód wydany przez zarejestrowany podmiot spełniający aktualne przepisy Unii Europejskiej regulujący tworzenie, zarządzanie i prowadzenie ksiąg rodowodowych,
- wymianę informacji z 327 stowarzyszeniami kynologicznymi,
- współpraca w zakresie uznawania i wymiany sędziów kynologicznych przez organizacje członkowskie F.C.I.,
- utworzenie europejskiej bazy danych DNA psów rasowych,
- interwencje w sprawach naruszeń przez państwa członkowskie Unii Europejskiej postanowień dyrektywy 91/174/EWG,
- prace nad podnoszeniem kwalifikacji sędziów kynologicznych oraz wdrażaniem dyrektywy 2005/36/WE,
- uznawanie wszystkich ras psów, które zostały wpisane w krajowe rejestry ksiąg rodowodowych.

1 czerwca 2010 roku w miejscowości Valencia w Hiszpanii zostało zawarte porozumienie pomiędzy F.C.I. a International Kennel Union (IKU) dotyczące wzajemnej współpracy, wymiany sędziów, uznawania wystaw, tytułów, certyfikatów oraz wydawanych dokumentów. 
F.C.I. zrzesza obecnie 25 członków i współpracuje z ponad 35 organizacjami kynologicznymi. Głównymi celami działalności F.C.I. jest propagowanie psa rasowego i jego hodowli, obejmowanie patronatem międzynarodowych wystaw psów rasowych organizowanych przez organizacje członkowskie oraz organizacje współpracujące, wymiana sędziów kynologicznych oraz propagowanie demokratycznych zasad działalności organizacji kynologicznych.

## Członkowie i delegatury F.C.I.
- Asociación Canina Argentina A.C.A. www
- United kennel Clubs International e.V. www
- Sociedade Brasileira de Cinofilia Independente www
- Kennel Club Argentino www
- Bayerischer Rassehunde Verband e.V. www
- Asociación Méxicana de Perros de Tiro con peso A.C. Pit Bull www
- I.A.B.C. Italian American Bulldog www
- Danske Hundeejeres Landsforening www
- Polski Klub Psa Rasowego www
- Polska Unia Kynologiczna
- Hvem er Dansk Racehunde Club www
- Kennel Club Dominicano
- Schweizerische Kynologische Union
- Hanseatic Dachshund-Club
- AVD e.V. www
- Deutscher Rassenhunde Verhand www
- Club Español del Perro de Pastor del Cáucaso www
- Asian Kennel Club Union of the Philippines www
- Federación Canina del Mercosur www
- Canofilos Asociados Nacionales Honduras C.A. www
- Panevėžio Tarnybinės ir Dekoratyvinės šunininkystės klubas www
- Alano Verein Deutschland e.V.	www
- Hundaræktunarfélagið Íshundar www
- International Union of Canine Breeders